# أستاتيد الهيدروجين
أستاتيد الهيدروجين هو مركب كيميائي صيغته الكيميائية HAt، تتكون من ذرة أستاتين وذرة هيدروجين، برتيطتان برابطة تساهمية. يمكن أن يذوب هذا المركب الكيميائي في الماء لتشكيل حمض الهيدروأستاتيك، والذي يظهر خواص مشابهة جدًا للأحماض الثنائية الأربعة الأخرى، وهو في الواقع الأقوى بينها. ومع ذلك، فهو محدود الاستخدام نظرًا لتحلله الجاهز في الهيدروجين الأولي والأستاتين، وكذلك العمر القصير لمختلف نظائر الاستاتين . وبالإضافة إلى ذلك، لا يحتوي الاستاتين على نظائر مستقرة. الأكثر استقرارا هو أستاتين-210، والتي لديها نصف عمر حوالي 8.1 ساعات، مما يجعل لها مركبات كيميائية صعبة للغاية للتعامل بها، إذ سيضمحل الأستاتين بسرعة إلى عناصر أخرى.